# Furious (speedrunner)
Matheus Furtado, também conhecido como FURiOUS, é um speedrunner e desenvolvedor de software brasileiro. Furtado alcançou o recorde mundial de Super Mario Bros diversas vezes, o que resultou em vários registros de seus recordes no Livro Guinness dos Recordes.

## História
Furtado é catarinense, do município de Garopaba. Tendo começado na pratica de speedrunning em 2014, deu crédito a suas conquistas à sua experiência na área de programação.
Foi reconhecido pelo Livro Guinness por seu recorde mundia de Super Mario World pela primeira vez em 2017. Em 2018, foi registrado mais uma vez no mesmo livro após superar seu próprio recorde mudial. Após ultrapassar o recorde do americano SethBling em 2022 na categoria "0 exit", ele alcançou o recorde mundial de Super Mario World no livro novamente.